# New Eucha (Oklahoma)
New Eucha es un lugar designado por el censo ubicado en el condado de Delaware en el estado estadounidense de Oklahoma. En el Censo de 2010 tenía una población de 405 habitantes y una densidad poblacional de 32,42 personas por km².

## Geografía
New Eucha se encuentra ubicado en las coordenadas 36°23′28″N 94°51′8″O / 36.39111, -94.85222. Según la Oficina del Censo de los Estados Unidos, New Eucha tiene una superficie total de 20.11 km², de la cual 20.11 km² corresponden a tierra firme y (0%) 0 km² es agua.

## Demografía
Según el censo de 2010, había 405 personas residiendo en New Eucha. La densidad de población era de 32,42 hab./km². De los 405 habitantes, New Eucha estaba compuesto por el 45.68% blancos, el 0.25% eran afroamericanos, el 40.25% eran amerindios, el 2.96% eran asiáticos, el 0% eran isleños del Pacífico, el 0% eran de otras razas y el 10.86% pertenecían a dos o más razas. Del total de la población el 0.99% eran hispanos o latinos de cualquier raza.